# Gilberto Gomes
Gilberto Geraldo dos Santos Gomes (Aparecida, 16 de outubro de 1955 – 17 de novembro de 2016) foi um pintor, desenhista, ilustrador, gravador, escultor, e restaurador brasileiro de São Paulo, embora também tenha construído uma carreira sólida na Bahia e no Rio de Janeiro, onde se especializou em desenhos a bico de pena, retratando as igrejas e o monumental casario da Bahia, além de figuras da arte sacra. Gomes também trabalhou como crítico de arte escrevendo para jornais e revistas e como professor de artes plásticas.
Nascido de uma família operária em Aparecida, Gomes teve a oportunidade de começar a estudar arte desde cedo. Sua obra é rica por abranger diversos desenhos e pinturas que passaram pelo âmbito do expressionismo, figurativismo, abstracionismo, e outros, sem deixar-se prender em um único movimento estético. Ele trabalha com os mais diversos temas, retratando a história como em El Cid em Sua Última Batalha e artistas como Jorge Amado e Salvador Dali, e sua preferência é pelas cores azuis, brancas e douradas.
Inicialmente formado através de um formalismo acadêmico de pintura, Gomes pôde ao longo de sua carreira, que já tem mais de 30 anos, explorar os mais variados estilos e técnicas, além de ter se adaptado às correntes artísticas de seu tempo. Alguns de seus trabalhos estão em acervos nacionais e internacionais, como o Palácio da Presidência da República em Brasília e a Fundação Cultural de Munique na Alemanha.

## Biografia

### Primeiros anos

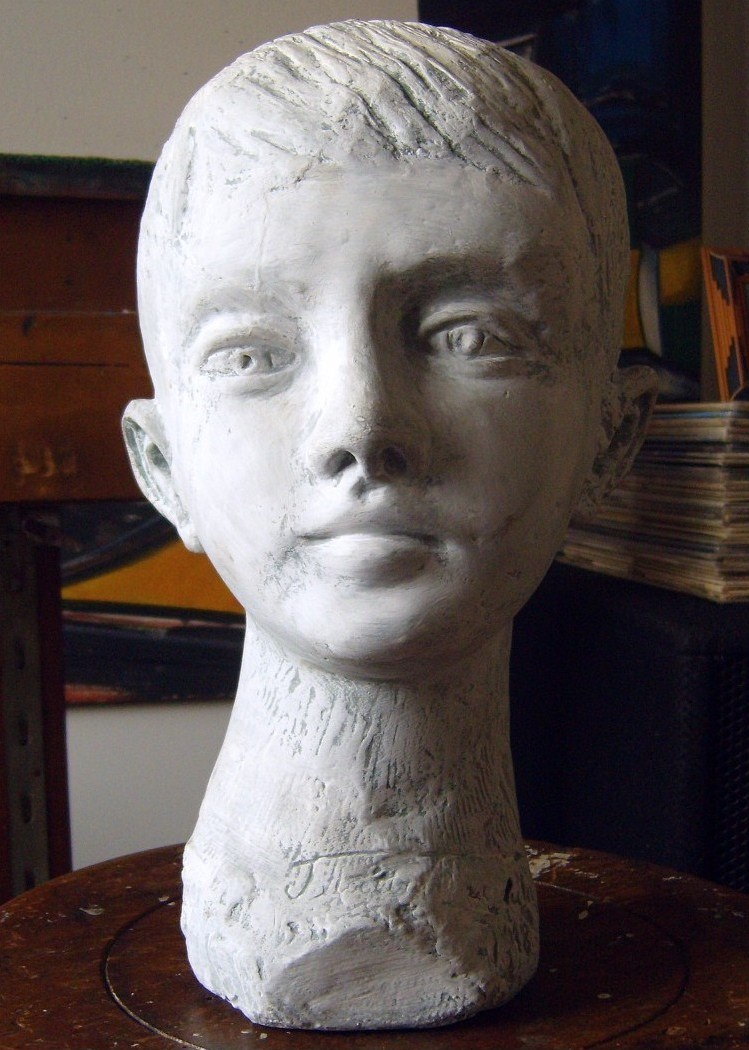
Busto de Gilberto Gomes aos 13 anos por Teixeira Machado, 1968.

Gomes nasceu no bairro de Santa Terezinha, na cidade de Aparecida, onde o pai, Geraldo Gomes, trabalhava na Fábrica de Papel Nossa Senhora Aparecida, e morava com a esposa, Helena Rangel dos Santos Gomes, na entrada do bairro junto com uma prole de oito. Gilberto era o filho mais velho; em dias de chuva aproveitava o barro colhido da rua para modelar suas primeiras esculturas que tornavam-se personagens das brincadeiras dos irmãos, mas o que mais lhe fascinava era desenhar. No futuro, alguns críticos diriam que sua verdadeira arte, embora ele também tenha se envolvido com pincéis, são os traços, as formas, o desenho. Em 1968, com 13 anos, sua família mudou-se para outra rua, no centro da cidade, e Gilberto começou a frequentar o ateliê do pintor e escultor Teixeira Machado, onde o garoto estudava e pintava painéis.
Pelo ateliê, que era "paragem obrigatória de artistas de de intelectuais que passavam pela região", já haviam estado Di Cavalcanti, José Luiz Pasin, Hebe Camargo, Mazzaropi, Pixinguinha, Walmor Chagas e outros. O certo é que, guiado por Machado, Gilberto iniciou suas primeiras exposições e mostras a partir de 1968, e em 1970 venceu um concurso de desenho promovido pelo Governo do Estado de São Paulo e pela Companhia Celulose Brasileira. Entre as lições que seu mestre lhe legou estão o domínio artesanal de suas pinturas. Quando Teixeira Machado morreu em dezembro de 1973, Gilberto Gomes trancou-se em um porão na Rua Barão do Rio Branco e permaneceu por alguns meses vivendo por lá. Seus pais eram radicados em Santo Amaro da Purificação na Bahia e quiseram que o filho fosse morar com eles, mas antes Gilberto frequentou a Associação Paulista de Belas-Artes, obtendo carteira de afiliação assinada pelo pintor Romeu Caiani.

### Bahia (1975-1990)
Com cerca de 19 anos, em dezembro de 1974 Gilberto chegou em Santo Amaro e instalou-se em casa de seus pais na Rua do Xaréu, onde começou a produzir. Na Bahia aproximou-se de Rodrigo Veloso, José Raimundo, Raimundo Sodré, Roberto Mendes, Jorge Portugal, entre outros. Mas logo no ano seguinte partiu para Cachoeira, onde fez sua primeira exposição individual na Galeria Amanda Costa Pinto, e decidiu profissionalizar-se como artista plástico.

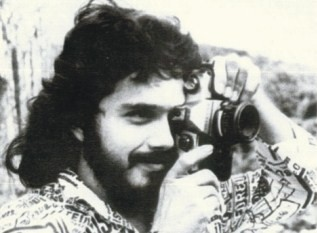
Em Cachoeira, BA, 1977.

Em Cachoeira, foi convidado pelo Ministério da Educação e Cultura, pela FUNARTE e pela Universidade Federal da Bahia a lecionar Desenho e Pintura no PRODESCA - Programa de Desenvolvimento de Cachoeira. Ainda em 1977, foi eleito Presidente do Foto Cine Clube da Bahia. Nessa mesma época restaurou a obra história O Primeiro Passo para a Independência, de Antônio Parreiras. Conseguiu novas amizades, de artistas como Hansen Bahia, Rainer, Jorge Amado, Carlos Bastos, Noelice Costa Pinto, Rescála e entre elas a de Renée Lefèvre (1905-1996), que certa vez, ao visitar uma exposição do artista, comentou:
"Gilberto Gomes é, antes de tudo, um excelente desenhista. Aquele artista compromissado com a busca e o domínio do traço, da sombra e da luz [...] Conhecer a obra desse artista foi, para mim, um grande privilégio."
Em 1978, Gilberto mudou-se para São Félix, situada à margem do Rio Paraguaçu, onde com o amigo poeta Ubiratan Chamusca revendia café torrado nos armazéns e nas mercearias para superar as dificuldades financeiras. Alguns meses depois, mudou-se para Feira de Santana onde permaneceu até 1986. Nesse período ilustrou livros, fez exposições individuais e coletivas, encomendas de obras, e docência durante três anos na Oficina de Artes da Universidade Estadual de Feira de Santana, a convite da reitoria da UEFS.

### Nordeste e São Paulo (1986-1996)
Em 1985, uma biografia sua é publicada no Dicionário de Pintores Brasileiros, de Walmir Ayála, e em 1987 realizou a exposição "Pinturas Recentes", no Museu Regional de Feira de Santana, onde a crítica nacional acatou-a como uma das três principais mostras do ano no Brasil. Em 1989, retornou à terra natal e instalou-se em um ateliê no Jardim Paraíba. No ano seguinte, em Guaratinguetá. O artista tem três filhos, Adriano, Tatiane e Gilberto Junior; esses dois últimos com Aparecida Dias Pinto. Em 1996, no Conservatório Dramático e Musical Maestro Antonio Carlos Jobim, onde lecionava, lançou seu álbum de gravuras a bico de pena Bahia, seus cantos e encantos, como forma de reconhecimento das cidades baianas presentes em sua obra.

### Atualidade

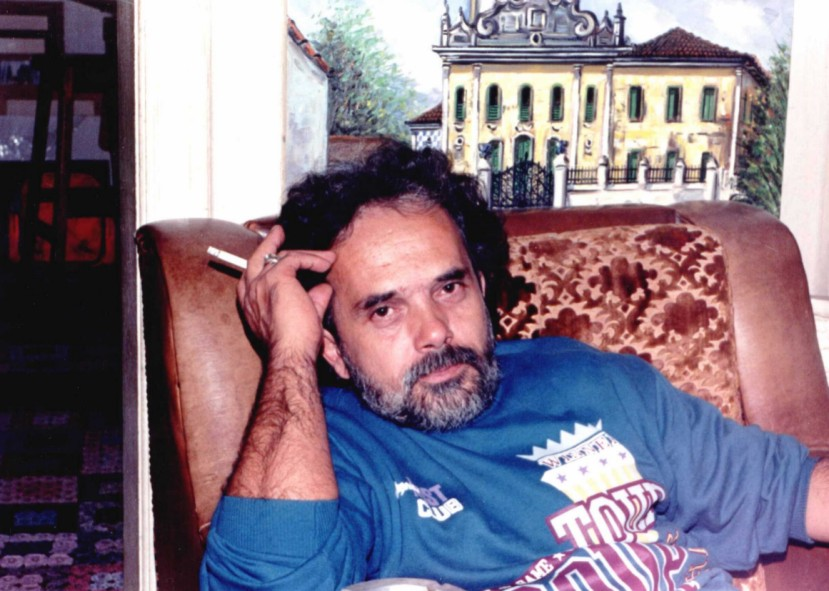
Gilberto Gomes.

Gilberto Gomes possui seu novo ateliê em Guaratinguetá desde 2003, onde realiza pesquisas e ensina a pintura para alunos. Segundo ele, "o objetivo de vencer o tempo e as dificuldades cedeu lugar a uma pintura com mais alma e inspiração. Hoje produzo somente aquilo que julgo na excelência de meu pensamento, coração e alma. Meu coração é o guia de minhas mãos."

## Fases e estilos

### Figurativismo multicor: 1975-1986
O figurativismo é descrito como uma tendência artística "que consiste em representar a realidade externa que serve de modelo para a criação do artista, quer se trate da natureza, de figuras humanas ou objetos; opõe-se ao abstracionismo." Gomes, no entanto, aperfeiçou-se numa formação acadêmica e clássica. Contudo, entre 1975 e 1980, explorou temas da cultura brasileira como retirantes, lavadeiras, trabalhadores rurais e urbanos, becos, ladeiras, casario, e logo utilizou-se do Realismo, entre 1980 e 1986, sem abandonar a policromia, para pintar quadros como El Cid em sua última batalha (1981) e Maternidade (1981), entre outras obras.

### Fase Dourada e Abstracionismo: 1986-1996
Inicada em 1986, a fase dourada "estendeu-se por dez anos e representou a convergência na monocromia". Gomes revelou uma predileção por temas etéreos, pintando figuras de anjos e santos, apesar de não possuir nenhuma preferência religiosa. Comentou, no entanto, que a arte "é (...) uma ponte de comunicação direta com Deus. Assim, trabalho em honra do meu Senhor Criador e que me deu a oportunidade de expressar meus sentimentos através das tintas e pincéis". Conservando seu talento para desenho, o artista faz então incursões abstracionistas.[carece de fontes?]

### Cores Cósmicas: 1996
Em 1996, Gomes conhece o pintor norte-americano Gregory Gallo, e compartilha com ele o interesse de pintar o espaço estelar e a odisséia humana pela sua conquista. Gomes "pinta as nebulosas, as galáxias de Cabeça de Cavalo, a constelação de Andrômeda, os astronautas descendo na Lua e os estudos de Galileu baseados nas fases do satélite natural da Terra."

### Expressionismo Azul: 1987-atual
Seu biógrafo Alexandre Marcos Lourenço Barbosa escreve que "a permanência do desenho como fundamento de sua pintura gerou um Abstracionismo moderado, que o levou a um Expressionismo original, com um acentuado jogo de luz e sombra." Pode-se dizer que seus quadros desta fase são praticamente todos pintados em azul: "símbolo da infinitude do universo e do espírito criador da arte", como diz. Retomando temas sociais e religiosos, o artista obtém novos resultados testando o azul e o branco com pincéis e espátula.

## Crítica e opiniões
Críticos como Ivo Vellame (comentando sua exposição individual na Galeria de Arte ACBEU em Salvador, 1983) viram na obra de Gilberto uma originalidade derivada do "modelo como pretexto que reformula com a presença dos detalhes arquiteturais e decorativos que acrescenta, transfigurando-o, pela arte."
Jorge Amado, quando conheceu sua obra, comentou: "Pareceu-me estar diante de um pintor de sensibilidade e ofício. Suas telas demonstram a qualidade de um artista sério, que busca sua expressão própria". O pintor Carlos Bastos, também de Salvador, escreveu em 1978: "[...] jovem entre São Félix e Cachoeira deixa entrever a sua pintura, algo das cidades velhas e barrocas; a sua exuberância tropical parada no tempo..."
Em crítica de 1977, o escritor Herberto Sales descreveu suas telas da seguinte forma: "diálogo das cores (...) numa explosão de sentimentos, devaneios e sonhos de uma fervorosa alma de artista na busca incessante da beleza." João José Rescála, da Bahia, escreveu em 1975: "(...) a sua pintura nos conduz a esta profecia, tal é a segurança com que pinta devido a possuir um apreciável domínio artesanal, adquirido possivelmente do seu mestre Teixeira Machado (...)"
O crítico Magno dos Reis, referindo-se à forma expressionista de Gilberto, escreveu que "Gilberto teve coragem de romper com o Expressionismo tradicional para tentar explicar e livrar-se do século XX. (...) A série em azul e branco é o caminho da redendação do pintor, ou seja, a reconciliação do artista com o mistério da criação e da vida." Seu biógrafo, Alexandre Marcos Lourenço Barbosa, assim descreve sua trajetória: "Em busca da essência da arte em sua própria essência, desvencilhou-se do formalismo acadêmico dos antigos mestres e de todos os ismos que enrijecem o espírito e impedem a criação."

## Prêmios
- Medalha de Ouro[qual?][carece de fontes?]
- Medalha de Honra[qual?][quando?][carece de fontes?]
- Menção Honrosa[qual?][quando?][carece de fontes?]
- Comenda e Medalha de Dom Quixote[carece de fontes?]
- Medalha do Mérito Cultural da União Nacional dos Artistas Plásticos.[carece de fontes?]

## Galeria

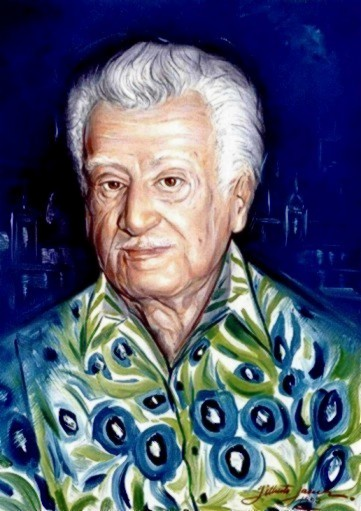
Retrato de Jorge Amado, 1997.
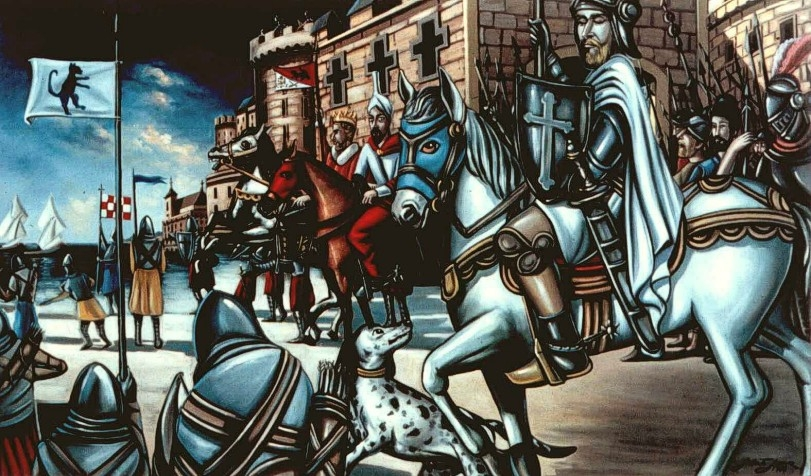
El Cid Em sua Última Batalha, 1981
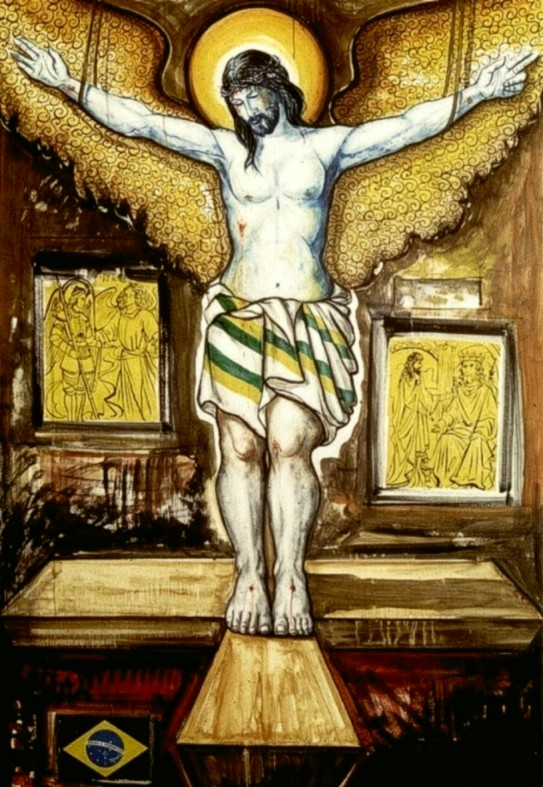
Jesus Cristo sobre a Cruz, 1990.
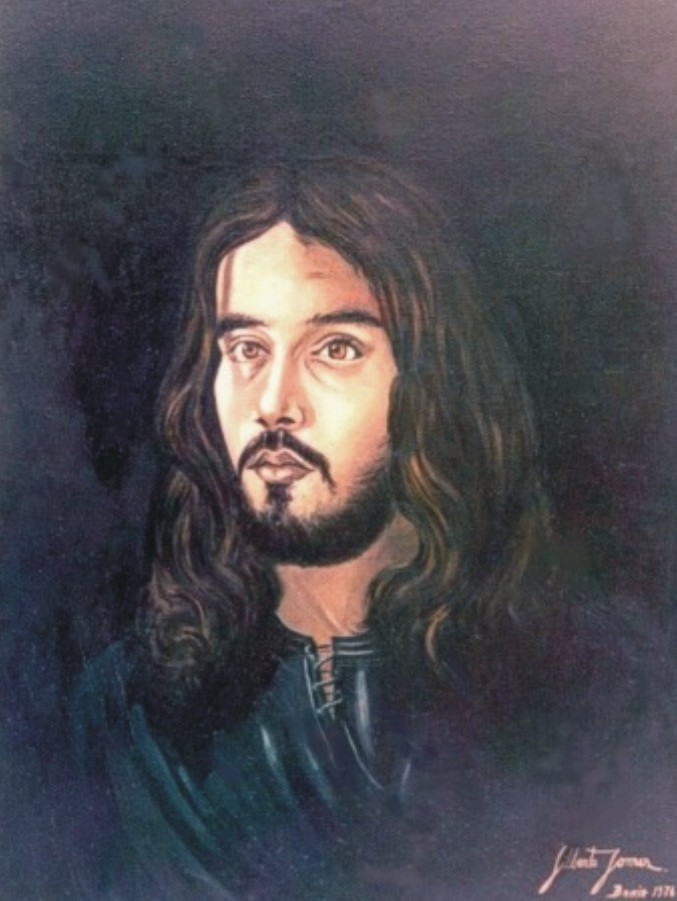
Auto-Retrato, 1976.
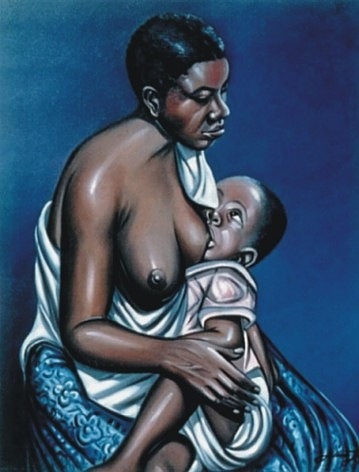
Maternidade, 1981.
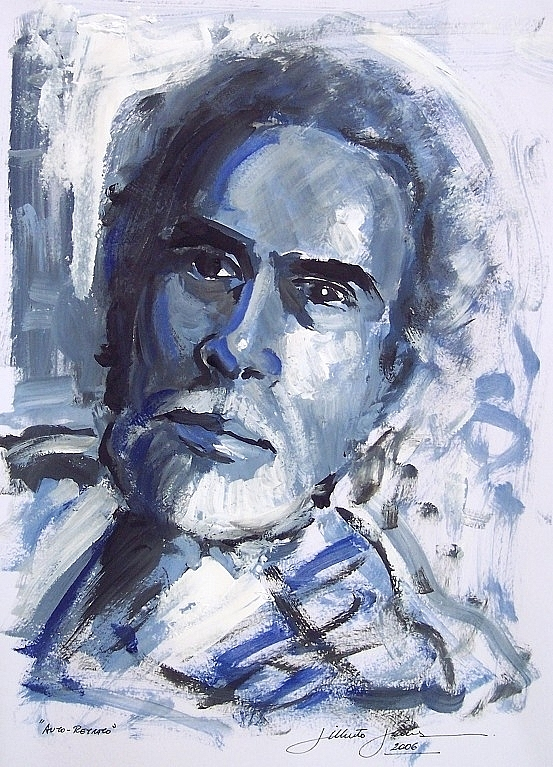
Auto retrato, 2006.
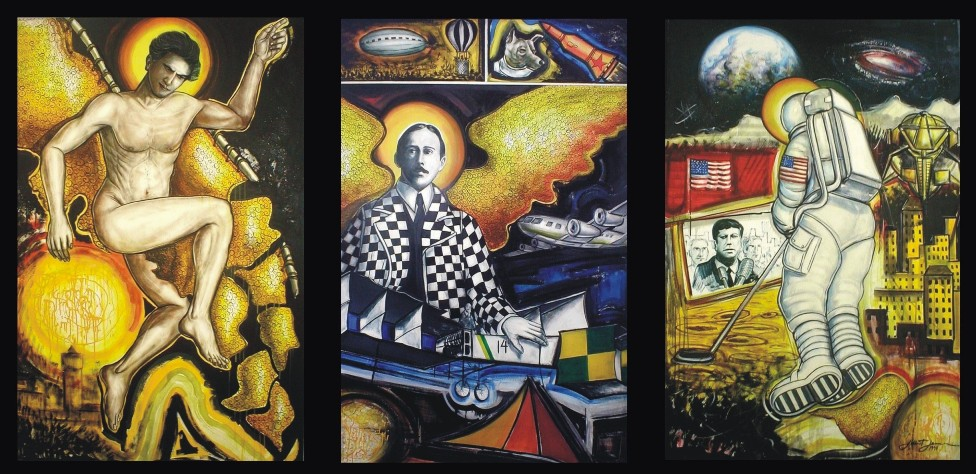
A Conquista do Homem diante do Universo, 1990.
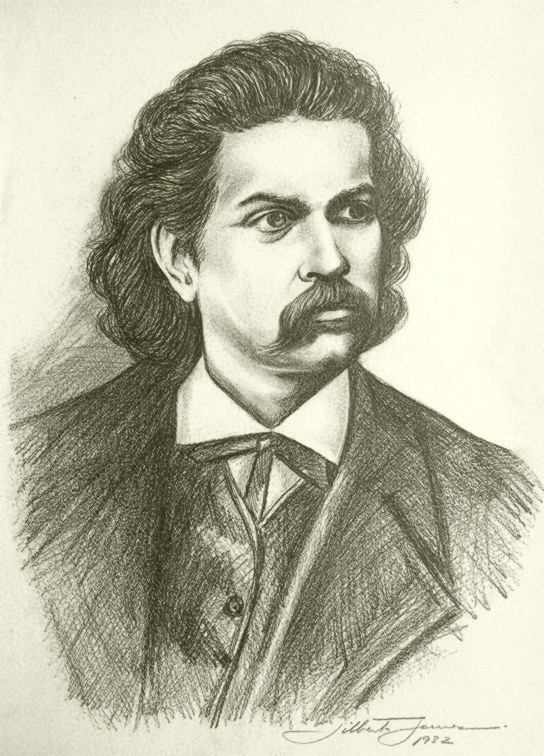
Carlos Gomes, 1982.
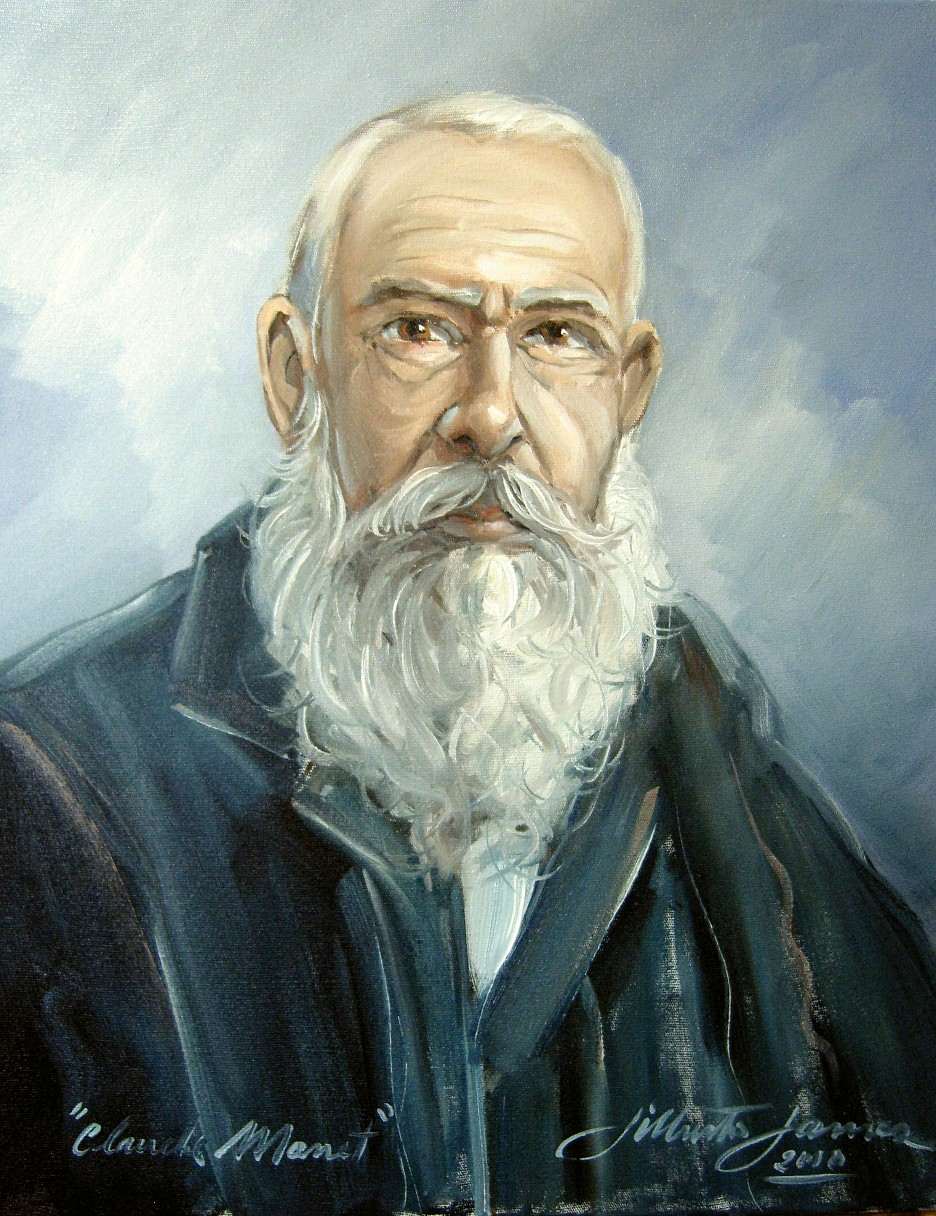
Claude Monet, 2010.
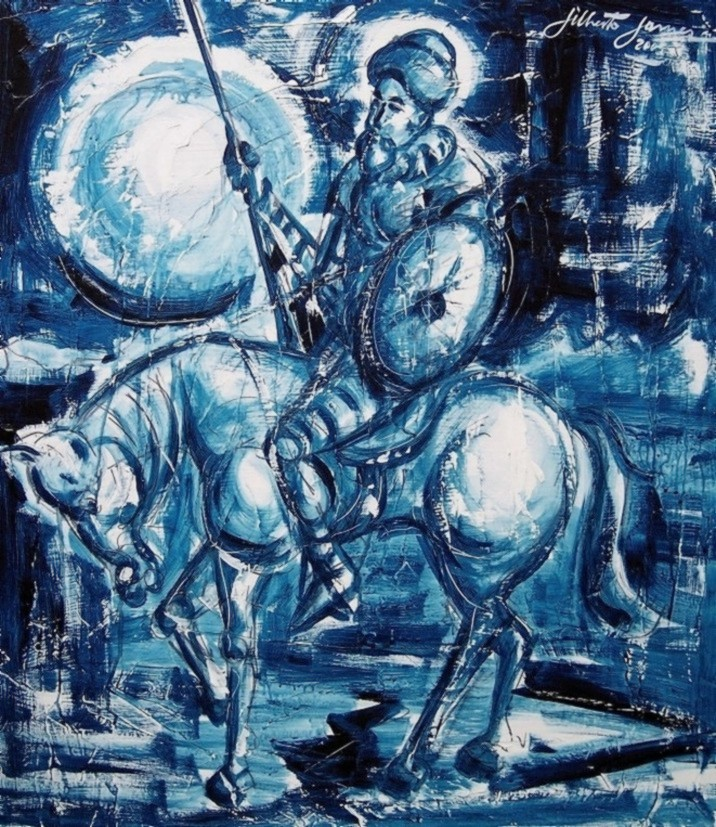
Dom Quixote, 2005.
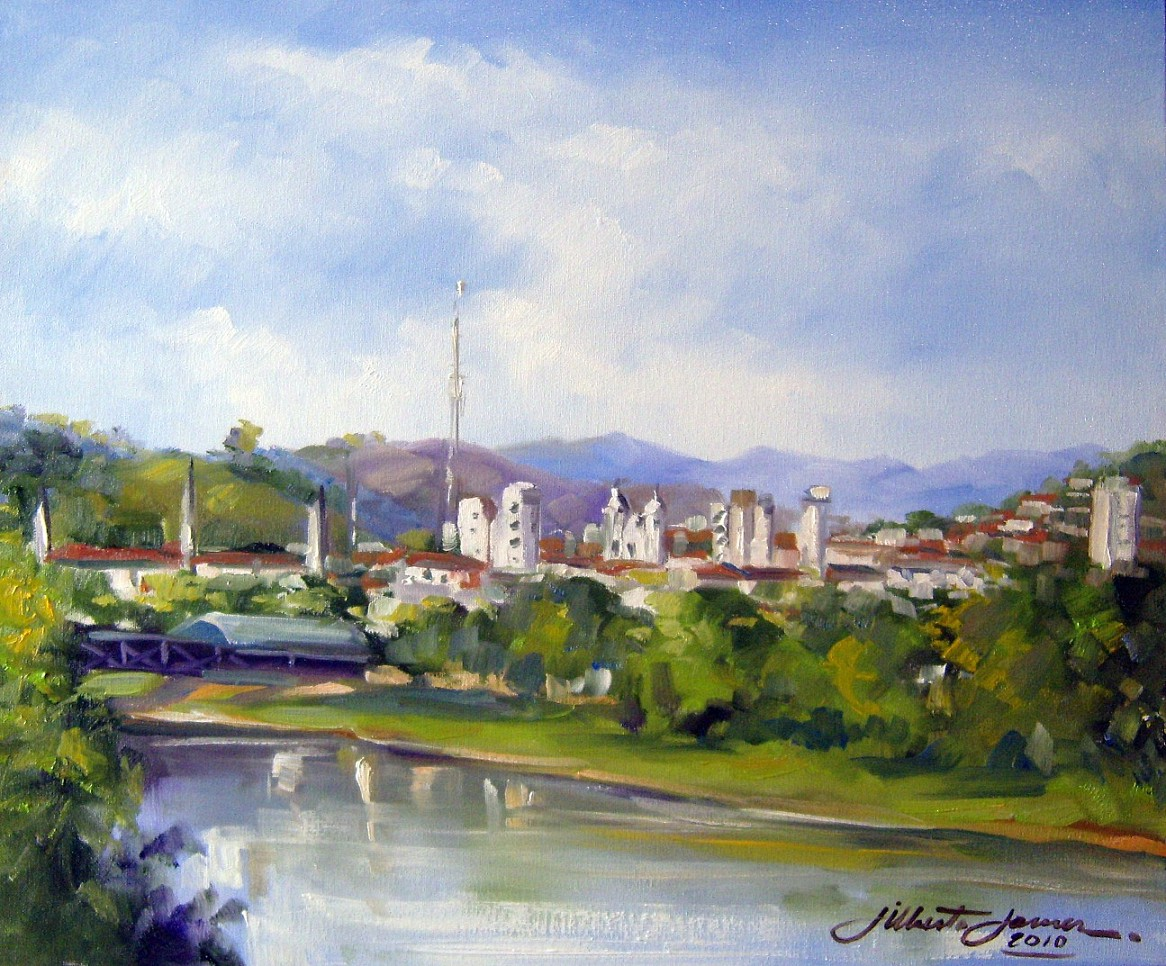
Guaratinguetá vista parcial, 2010.
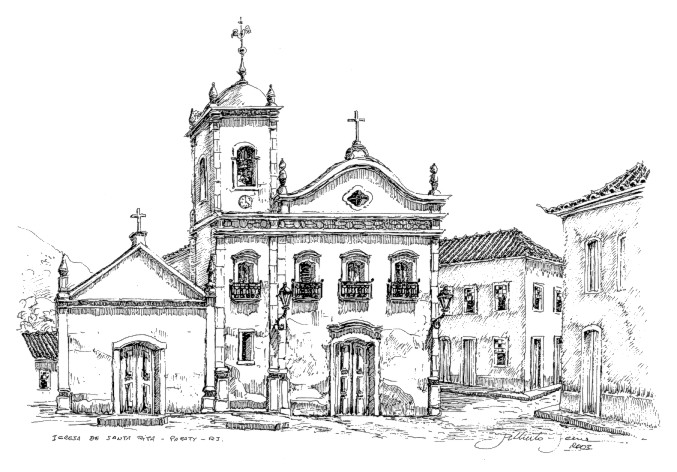
Igreja de Santa Rita - Paraty, 2003.
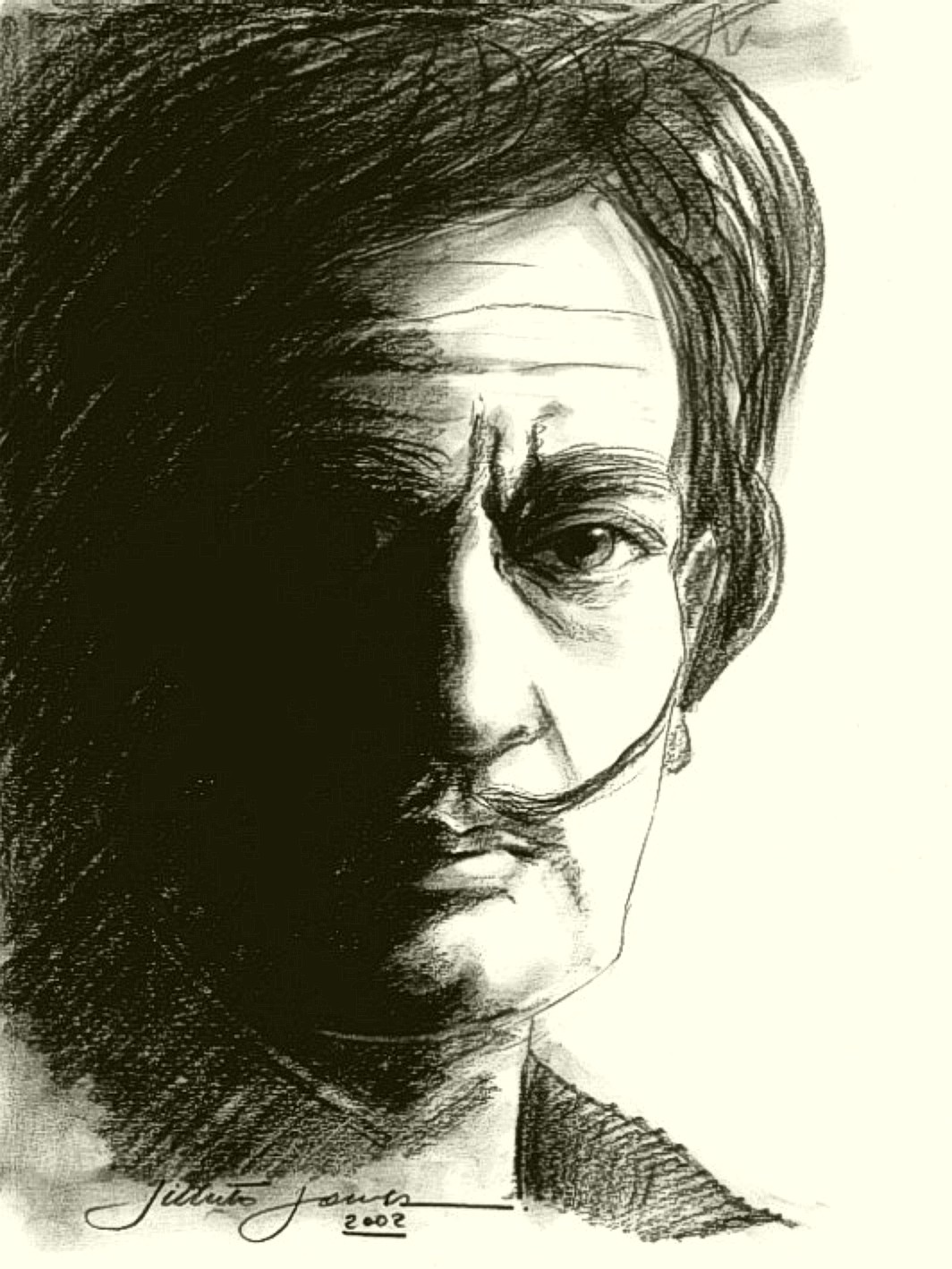
Salvador Dalí, 2002.
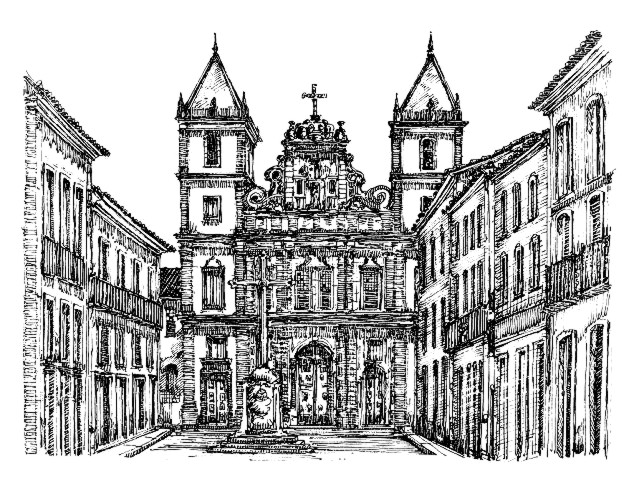
Igreja de São Francisco, Salvador, 1987.

## Exposições individuais
- 1975 - Galeria Amanda Costa Pinto - Cachoeira - BA[carece de fontes?]
- 1977 - Galeria Amanda Costa Pinto - Cachoeira - BA - “II Aniversário de Fundação” -Convidado Especial[carece de fontes?]
- 1977 - Banco Nacional da Bahia - Salvador - BA[carece de fontes?]
- 1977 - Museu Regional de Feira de Santana - Feira de Santana - BA[carece de fontes?]
- 1978 - Galeria da Secretaria de Cultura de Taubaté - Taubaté - SP[carece de fontes?]
- 1980 - Museu Regional de Feira de Santana - Feira de Santana - BA[carece de fontes?]
- 1981 - Universidade Estadual de Feira de Santana - Feira de Santana - BA - “I Jornada de Informação Universitária”[carece de fontes?]
- 1982 - Pátio da Artes - Fundação José Luiz Pasin - Roseira Velha - SP[carece de fontes?]
- 1982 - Museu Regional de Feira de Santana - Feira de Santana - BA[carece de fontes?]
- 1983 - Associação Cultural Brasil Estados Unidos - ACBEU - Salvador - BA[carece de fontes?]
- 1984 - Escritório de Arte da Bahia - Salvador - BA[carece de fontes?]
- 1984 - Copacabana Palace - Rio de Janeiro - RI[carece de fontes?]
- 1987 - Museu Regional de Feira de Santana - Feira de Santana - BA - “Pinturas Recentes”[carece de fontes?]
- 1989 - Joce’s Espaço Cultural - Feira de Santana - BA - “Exposição de Inauguração”[carece de fontes?]
- 1990 - Espaço Cultural do Frigorifico Avenida - Aparecida - SP - “Exposição de Inauguração documentada pela Rede Globo Vale do Paraíba”[carece de fontes?]
- 1996 - Instituto Santa Thereza - Lorena - SP - Convidado Especial do Exército Brasileiro.[carece de fontes?]
- 1996 - Conservatório Dramático e Musical “Maestro Antônio Carlos Jobim” - Guaratinguetá - SP - Exposição e Lançamento do Álbum de Gravuras - “BAHIA SEUS CANTOS E ENCANTOS”.[carece de fontes?]
- 1996 - Caixa Econômica Federal - Espaço Cultural Vitrine Azul - Guaratinguetá - SP.[carece de fontes?]
- 1997 - Cesec - Banco do Brasil - Guaratinguetá - SP - Convidado Especial[carece de fontes?]
- 1999 - Museu Conselheiro Rodrigues Alves - Guaratinguetá - SP - Exposição “Terra das Garças Brancas” - Pinturas e Desenhos retratando Guaratinguetá.[carece de fontes?]